# Hypselothyrea mixta
Hypselothyrea mixta är en tvåvingeart som beskrevs av Papp 2004. Hypselothyrea mixta ingår i släktet Hypselothyrea och familjen daggflugor. Inga underarter finns listade i Catalogue of Life.